# Штаб союзных войск
Штаб союзных войск (англ. Allied Force Headquarters, AFHQ) — объединенное командование Союзных войск на Средиземноморском ТВД. Действовал с августа 1942 года до конца войны в Европе в мае 1945 года.
Был создан 14 августа 1942 года в Великобритании под командованием генерал-лейтенанта Дуайта Эйзенхауэра для управления силами союзников в ходе операции «Факел», намеченной на ноябрь того же года. 5 ноября 1942 года штаб-квартира AFHQ была переведена в Гибралтар, а 28 ноября — в Алжир.
К концу 1942 года возникла необходимость объединить командование союзными войсками в Северной Африке для координации действий 1-й британской армии, действовавшей в Алжире, и Марокко и 8-й британской армии под командованием Монтгомери, наступавшей с востока. Объединение командования состоялось 10 февраля 1943 года.

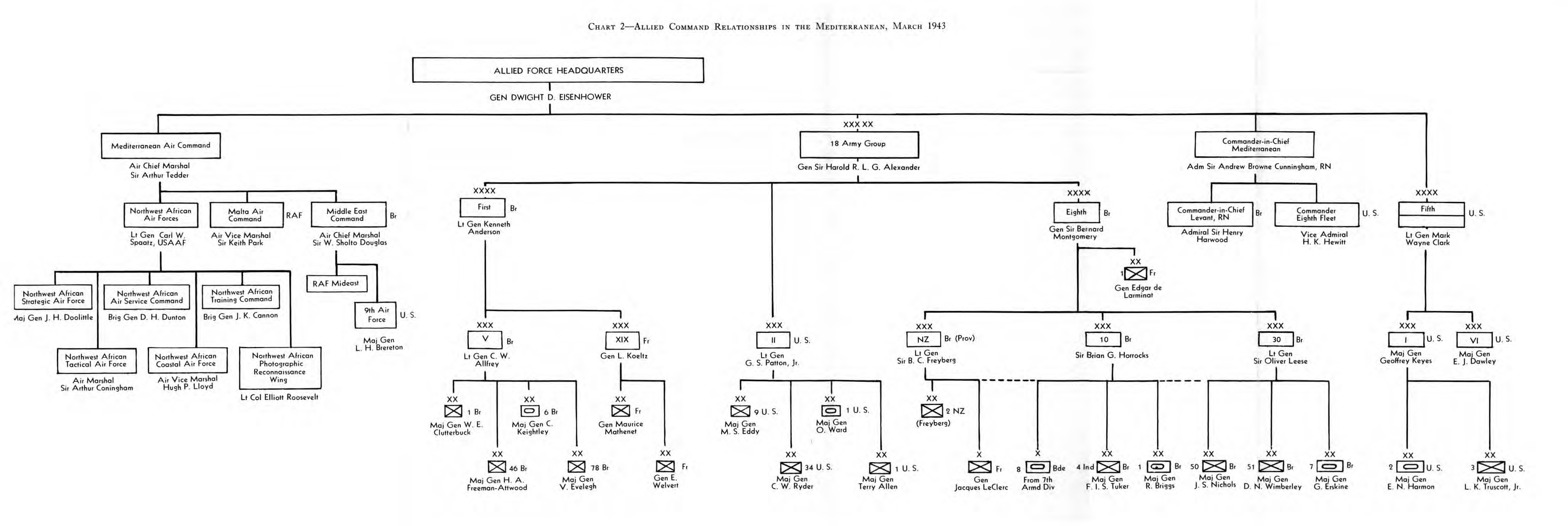
Объединенное командование Союзных войск на Средиземноморском ТВД (AFHQ), март 1943

Эйзенхауэр оставался командующим AFHQ до 16 января 1944 года. За это время состоялась высадка союзников на Сицилии  (июль 1943 года) и Высадка в Италии (сентябрь 1943 года).  14 января 1944 года Эйзенхауэр вернулся в  Великобританию, чтобы через 2 дня принять командование союзными войсками, выделенными для высадки союзников в Нормандии, запланированной на весну 1944 года (операции «Оверлорд»). На посту командующего Средиземноморским театром военных действий его сменил генерал Генри Вильсон.
Вильсон занимал пост чуть меньше года, до декабря 1944 года, когда  его отправили в Вашингтон, чтобы заменить внезапно скончавшегося фельдмаршала Джона Дилла. Вильсона сменил фельдмаршал Гарольд Александр, который оставался командующим AFHQ до конца войны.